# Юпяужшуо
64°56′36″ пн. ш. 32°20′52″ сх. д. / 64.943333333333° пн. ш. 32.347777777778° сх. д.
Юпяужшуо — болото в Калевальському районі Республіки Карелія.
Площа болота становить приблизно 200 км², що робить Юпяужшуо найбільшим болотом у Карелії і найбільшим аапа-болотом у Фенноскандії. Розташоване у пониззі річки Кєпа, на північний схід від місця впадіння у річку Кем.